# Ardisia ixorifolia
Ardisia ixorifolia là một loài thực vật có hoa trong họ Anh thảo. Loài này được Pit. mô tả khoa học đầu tiên năm 1930.